# آتشی دم‌خاری
آتشی دم‌خاری (نام علمی: Aphrastura spinicauda) نام یک گونه از سرده آتشی‌ها است.